# Martin Bína
Martin Bína (Mladá Boleslav, 21 mei 1983) is een Tsjechisch veldrijder. 
In 2001 werd hij wereldkampioen bij de junioren. Tijdens het wereldkampioenschap veldrijden van 2010 in Tábor behaalde Bína de vierde plaats. Toch behaalde de Tsjech zijn mooiste prestatie pas drie jaar later, op 20 januari 2013. Toen mocht hij zegevieren in de wereldbekercross van Hoogerheide voor onder meer Lars van der Haar en Sven Nys.

## Overwinningen

### Wegrennen
2002
- Criterium Praag

2003
- 2e etappe Lidice

2010
- Criterium Soběslav

2012
- Proloog Ronde van Zuid-Bohemen

2014
- Criterium Tábor

### Veldrijden
| Seizoen   | Wereldbeker | Superprestige | bpost bank trofee | WK  | TK     | Overige                                                                               | Totaal aantal zeges |
| --------- | ----------- | ------------- | ----------------- | --- | ------ | ------------------------------------------------------------------------------------- | ------------------- |
| 2005-2006 |             |               |                   |     | Zilver |                                                                                       | 0                   |
| 2006-2007 |             |               |                   |     |        |                                                                                       | 0                   |
| 2007-2008 |             |               |                   |     |        |                                                                                       | 0                   |
| 2008-2009 |             |               |                   |     |        | Olomouc, Uničov, Louny, Česká Lípa                                                    | 4                   |
| 2009-2010 |             |               |                   | 4e  | Brons  | Olomouc, Hradiště, Kolín, Holé Vrchy                                                  | 4                   |
| 2010-2011 |             |               |                   |     |        |                                                                                       | 0                   |
| 2011-2012 |             |               |                   |     |        |                                                                                       | 0                   |
| 2012-2013 | Hoogerheide |               |                   | 10e | Zilver | Uničov, Dolina, Udiča-Prostné, Mladá Boleslav, Hlinsko, Kolín, Holé Vrchy, Valkenburg | 9                   |
| 2013-2014 |             |               |                   | DNF | Goud   |                                                                                       | 1                   |
| 2014-2015 |             |               |                   |     | DNF    |                                                                                       | 0                   |

### Jeugd
- WK veldrijden: 2001 (junioren)
- TK Veldrijden: 2002 en 2003 (beloften)